# Шамери (Марна)
Шамери (фр. Chamery) насеље је и општина у североисточној Француској у региону Шампањ-Арден, у департману Марна која припада префектури Ремс.
По подацима из 2011. године у општини је живело 386 становника, а густина насељености је износила 73,24 становника/km². Општина се простире на површини од 5,27 km². Налази се на средњој надморској висини од 150 метара.

## Демографија
| 1962. | 1968. | 1975. | 1982. | 1990. | 1999. | 2011. |
| ----- | ----- | ----- | ----- | ----- | ----- | ----- |
| 345   | 362   | 365   | 394   | 383   | 400   | 386   |

График промене броја становника у току последњих година